# 史蒂夫·科特里爾
史堤芬·"史堤夫"·哥達里爾（英語：Stephen "Steve" Cotterill，1964年7月20日—）生於英格蘭西南部格洛斯特郡的自治市鎮切爾滕納姆，是一名前足球運動員，司職前鋒，退役後擔任領隊。
2020年11月底，科特里爾加入英甲俱樂部謝斯伯利擔任領隊。

## 榮譽

### 領隊時代
斯萊戈流浪者
- 愛爾蘭足協聯賽盃亞軍：1996年；

車頓咸
- 英格蘭足總錦標冠軍：1998年；
- 英格蘭足球議會聯賽冠軍：1999年（升班丙組）；亞軍：1998年；
- 英格蘭丙組足球聯賽附加賽冠軍：2002年（升班乙組）；

諾士郡
- 英格蘭足球乙級聯賽冠軍：2009/10年（升班英甲）；

布里斯托城
- 英格蘭足球甲級聯賽冠軍：2014/15年（升班英冠）；
- 聯賽錦標賽冠軍：2014/15年

### 個人榮譽
- 英冠每月最佳領隊：2006年10月；
- 英甲每月最佳領隊：2014年9月、2015年3月；
- 英乙每月最佳領隊：2010年3月、2010年4月；

## 外部連結
- 足球数据库：史提夫·哥達里爾的球员统计数据
- 足球資料庫：史提夫·哥達里爾的領隊統計數據